# Episodi di Unprisoned (seconda stagione)
La seconda stagione della serie televisiva Unprisoned, composta da 8 episodi, è stata interamente pubblicata negli Stati Uniti d'America il 17 luglio 2024 sul servizio di streaming on-demand Hulu.
In Italia la stagione è stata pubblicata, in versione originale sottotitolata, il 31 agosto 2024 su Disney+.
| nº | Titolo originale                | Titolo italiano                            | Pubblicazione USA | Pubblicazione Italia |
| -- | ------------------------------- | ------------------------------------------ | ----------------- | -------------------- |
| 1  | Don't Try Harder, Try Different | Non provare di più, prova in un altro modo | 17 luglio 2024    | 31 luglio 2024       |
| 2  | How to Be a Cat                 | Come essere un gatto                       | 17 luglio 2024    | 31 luglio 2024       |
| 3  | How to Be Friends               | Come essere amici                          | 17 luglio 2024    | 31 luglio 2024       |
| 4  | Into-Me-You-See                 | Mi vedi dentro                             | 17 luglio 2024    | 31 luglio 2024       |
| 5  | Trigger Happy                   | Grilletto facile                           | 17 luglio 2024    | 31 luglio 2024       |
| 6  | The Legend of the Rollerblades  | La leggenda dei rollerblade                | 17 luglio 2024    | 31 luglio 2024       |
| 7  | A PTCD Christmas Carole         | Un canto di Natale affetto da PTCD         | 17 luglio 2024    | 31 luglio 2024       |
| 8  | The After-Party                 | Il dopo-festa                              | 17 luglio 2024    | 31 luglio 2024       |